# BIOS Parameter Block
Der BIOS Parameter Block (BPB) beschreibt den physikalischen Aufbau einer Festplatte und einige dateisystemrelevante Strukturen auf dem Datenträger. Er ist Teil des Bootsektors. Der BPB ist also eine Datenstruktur, die im Anfangsbereich eines Datenträgers gespeichert wird.
Dateisysteme, die den BIOS Parameter Block nutzen, sind beispielsweise FAT12, FAT16, FAT32, HPFS und NTFS.

## Aufbau eines DOS 3.31 BIOS Parameter Blocks (FAT12/FAT16)
| Feld              | Bytes | Hex Offset |
| ----------------- | ----- | ---------- |
| BytesPerSector    | 2     | 0x000B     |
| SectorsPerCluster | 1     | 0x000D     |
| ReservedSectors   | 2     | 0x000E     |
| FatCopies         | 1     | 0x0010     |
| RootDirEntries    | 2     | 0x0011     |
| NumSectors        | 2     | 0x0013     |
| MediaType         | 1     | 0x0015     |
| SectorsPerFAT     | 2     | 0x0016     |
| SectorsPerTrack   | 2     | 0x0018     |
| NumberOfHeads     | 2     | 0x001A     |
| HiddenSectors     | 4     | 0x001C     |
| SectorsBig        | 4     | 0x0020     |

Beispielsweise beschreibt das Feld ReservedSectors die Anzahl der für den Bootsektor und andere (dateisystem- oder betriebssystemspezifische) Informationen benötigten Sektoren am Anfang des Datenträgers bzw. der Partition.